# Larophylla
Larophylla là một chi bướm đêm thuộc họ Geometridae.